# Michel VI d'Alexandrie
Michel VI d'Alexandrie est le 92e patriarche copte d'Alexandrie.

## Biographie
Selon les Bollandistes Chail ou Michel VI  succède au patriarche  Gabriel VI
Originaire de Samalut dans le Gouvernorat de Minya. Il fut  patriarche pour une période d'un an et trois jours, du  7 février 1477 A.D. au 10 février 1478 A.D.. Après sa mort le siège patriarcal demeura inoccupé pendant deux ans, deux mois et 8 jours.